# Биби (Арканзас)
Биби (енгл. Beebe) град је у америчкој савезној држави Арканзас.

## Демографија
По попису из 2010. године број становника је 7.315, што је 2.385 (48,4%) становника више него 2000. године.
| Група             | 2000.         | 2010.         |
| Белци             | 4.444 (90,1%) | 6.435 (88,0%) |
| Афроамериканци    | 289 (5,9%)    | 426 (5,8%)    |
| Азијати           | 31 (0,6%)     | 31 (0,4%)     |
| Хиспаноамериканци | 66 (1,3%)     | 192 (2,6%)    |
| Укупно            | 4.930         | 7.315         |